# Küllüce, Bitlis
Küllüce là một xã thuộc huyện Tatvan, tỉnh Bitlis, Thổ Nhĩ Kỳ.